# Andrej Smirnov
Andrej Smirnov (russisk: Андpeй Сepгeeвич Смирнов) (født 12. marts 1941 i Moskva i det Sovjetunionen) er en sovjetisk filminstruktør og skuespiller.

## Filmografi
- Pjad zemli (Пядь земли, 1964)[3][4]
- Belorusskij vokzal (Белорусский вокзал, 1971)
- Osen (Осень, 1974)
- Zjila-byla odna baba (Жила-была одна баба, 2011)
- Frantsuz (Француз, 2019)